# Deepfake
Deepfake (een samentrekking van de Engelse woorden deep learning en fake) is een techniek voor het samenstellen van beelden van mensen met behulp van kunstmatige intelligentie op basis van bestaand beeldmateriaal. Het wordt gebruikt om bestaande afbeeldingen en video te combineren en over elkaar te zetten met een techniek bekend als generatief antagonistennetwerk. De benaming "deepfake" ontstond in 2017.
De techniek wordt vooral gebruikt om naaktvideo's en pornografische video's te maken waarin een of meer personages lijken op
bekendheden. Deze deepfakes worden ook wel deepnudes genoemd.
Deepfakes kunnen ook gebruikt worden om nepnieuws en misleidende hoaxen te maken.

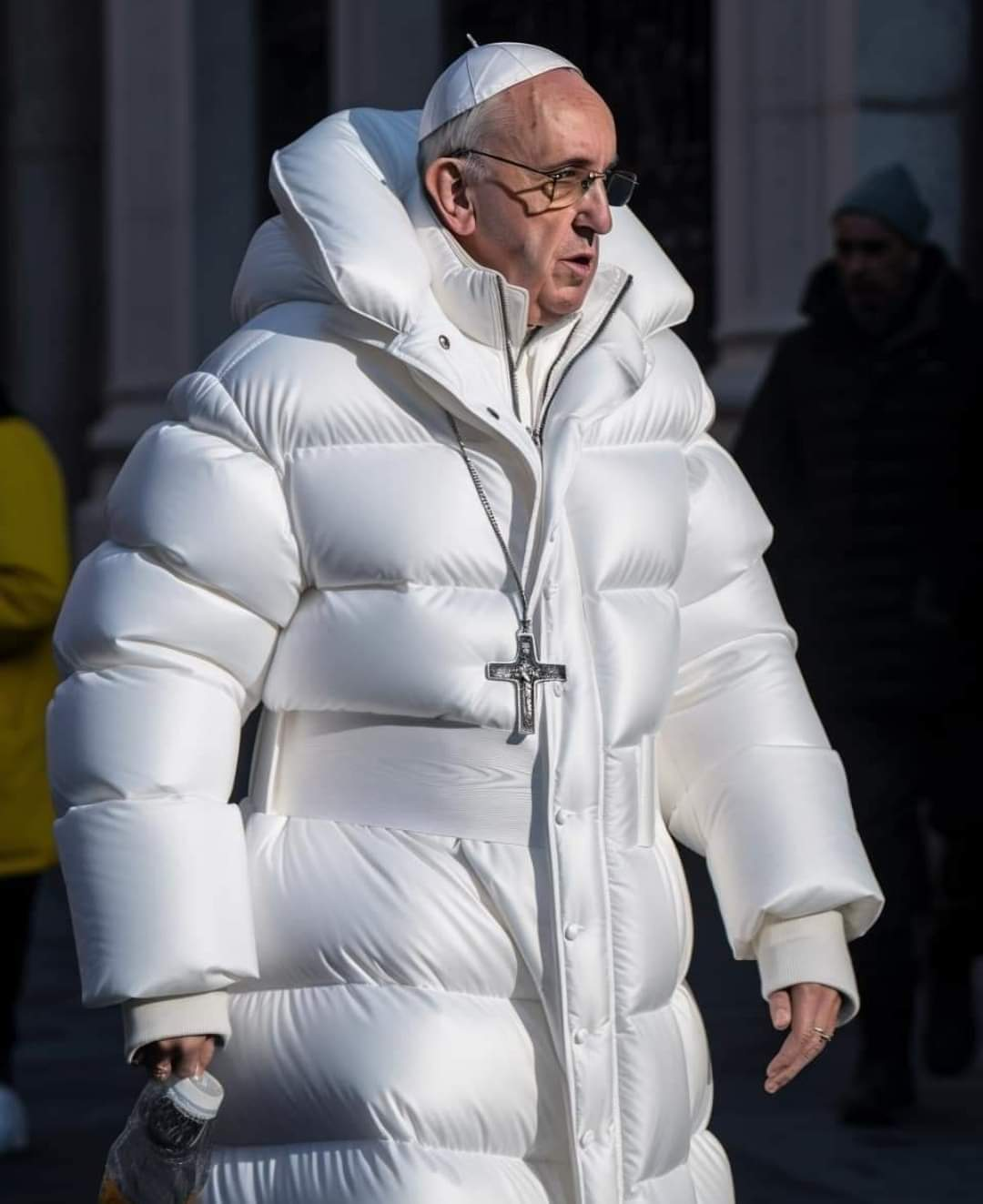
Een foto van Paus Franciscus in winterkledij gemaakt met behulp van Midjourney.